# Priti Patel

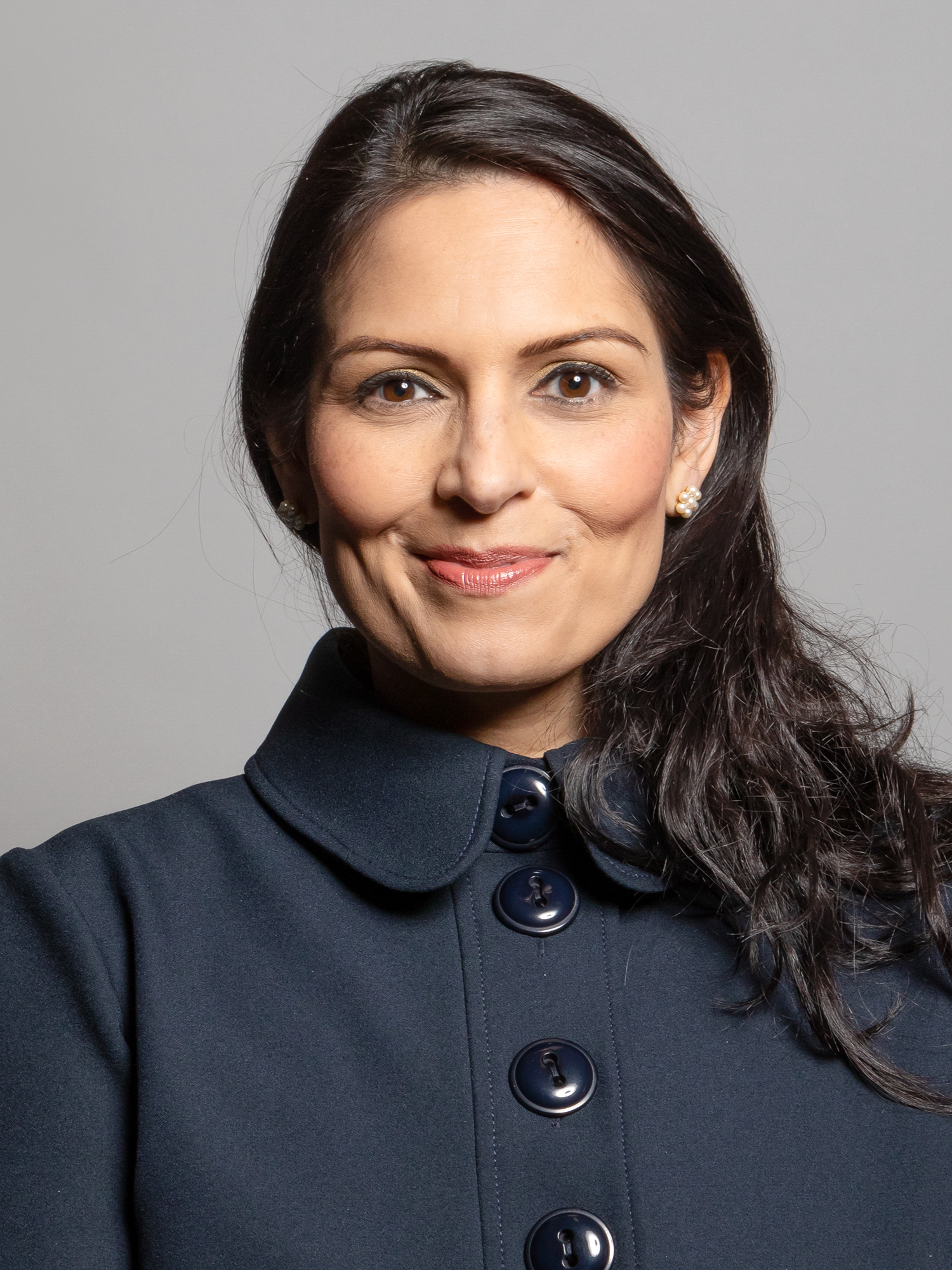
Priti Patel, 2020

Dame Priti Sushil Patel (* 29. März 1972 in London) ist eine britische Politikerin der Conservative Party („Tories“). Sie war von Mai 2015 bis zum 13. Juli 2016 Ministerin für Arbeit im Kabinett Cameron II und im Anschluss bis zum 8. November 2017 Ministerin für internationale Entwicklung im Kabinett May I. von Theresa May. Von Juli 2019 bis zum 5. September 2022 war sie britische Innenministerin im Kabinett Boris Johnson I bzw. II.

## Leben
Patel wuchs in South Harrow und Ruislip auf. Ihre indischstämmigen Eltern – die Familie stammt aus dem Bundesstaat Gujarat – kamen in den 1960er Jahren aus Uganda nach Hertfordshire, wenige Jahre bevor Idi Amin in dem afrikanischen Land an die Macht kam und viele der von der britischen Kolonialmacht in das Land verbrachten Inder und Pakistanis auswies. Sie besuchte eine Mädchenschule in Watford und studierte anschließend Ökonomie an der Keele University und der University of Essex.
Sie ist verheiratet und hat einen Sohn.

## Politische Laufbahn

### Sitz im Unterhaus
Bei der Parlamentswahl 2010 errang Patel einen Sitz als Abgeordnete im Wahlkreis Witham in der Grafschaft Essex und zog in das Unterhaus ein. Sie verteidigte ihren Sitz seitdem in den Wahlen 2015, 2017 und 2019. Sie sprach im Parlament regelmäßig zu Verteidigungsfragen.

### Kabinett Cameron
Im Mai 2015 wurde sie von David Cameron zur Ministerin für Arbeit berufen. In der Regierung Cameron gehörte sie zu der Minderheit von Kabinettsministern, die sich bei der Debatte um die EU-Mitgliedschaft für einen Brexit aussprachen. Als Begründung nannte sie die Möglichkeit, mehr Geld für Schulen und den NHS auszugeben, konnte auf Nachfrage aber keine genauen Zahlen nennen.

### Kabinett May
Im Kabinett von Premierministerin Theresa May ab dem 13. Juli 2016 erhielt sie den Posten einer Ministerin für Internationale Entwicklung und hatte diesen zunächst auch im Kabinett May II inne.

### Kontroverse um Gespräche mit israelischen Politikern und Rücktritt als Ministerin
Patel geriet Anfang November 2017 politisch unter Druck, nachdem bekannt geworden war, dass sie ohne Absprache mit der Regierung während eines 13-tägigen Erholungsurlaubes im August 2017 in Israel insgesamt zwölf Treffen mit israelischen Regierungsvertretern, darunter Benjamin Netanjahu, hatte. Zudem hatte sie versucht, Gelder der britischen Regierung für die Unterstützung von chirurgischen Hilfsoperationen der israelischen Armee zu beantragen, scheiterte aber am Außenministerium, das wegen der Besetzung der syrischen Golanhöhen keine Hilfen in der Region genehmigen wollte. Die Treffen mit israelischen Spitzenpolitikern und der Versuch, Israel Fördermittel zukommen zu lassen, reihten sich nach Einschätzung von Beobachtern in ähnliche Maßnahmen ein, nachdem Patels Behörde im Jahr zuvor die Unterstützung für die palästinensischen Autonomiegebiete deutlich zurückgefahren und unter anderem den britischen Anteil an der EU-finanzierten Bezahlung von Angestellten der Palästinensischen Autonomiebehörde gestrichen hatte. Patel musste sich gegenüber Premierministerin May am 6. November 2017 wegen der Verletzung des Protokolls verantworten und entschuldigte sich.
Am Folgetag wurde bekannt, dass Patel ihre Auslotung von möglichen Hilfsgeldern für humanitäre Einsätze der israelischen Armee und zwei weitere Treffen mit dem israelischen Minister für strategische Angelegenheiten Gilad Erdan und Yuval Rotem, einem hochrangigen Beamten des israelischen Außenministeriums, verschwiegen hatte.
Patel wurde am 8. November 2017 von einer weiteren Dienstreise aus Afrika zurückbeordert; nach einem kurzen Gespräch am Amtssitz von Theresa May reichte sie ihr Rücktrittsgesuch ein. Ihr Ministeramt wurde von Penny Mordaunt, zuvor Staatssekretärin im Department for Work and Pensions, übernommen.

### Kabinett Johnson
Am 24. Juli 2019 wurde Patel im Zuge des Rücktritts von Theresa May als Innenministerin in das neue Kabinett Boris Johnson I berufen. Die Berufung wurde unter anderem wegen Patels früherer Befürwortung der Wiedereinführung der Todesstrafe kontrovers kommentiert.
Im Februar 2020 wurde bekannt, dass Patel offenbar Mitarbeiter im Innenministerium gemobbt habe, was zum Rücktritt von Home Office-Chef Philip Rutnam unter hoher Medienaufmerksamkeit führte.
Am 17. Juni 2022 unterzeichnete Patel die Anweisung zur Auslieferung des WikiLeaks-Gründers Julian Assange an die USA.
Am 5. September 2022 trat Patel von ihrem Posten als Innenministerin zurück, nachdem Liz Truss die Wahl für die Nachfolge von Boris Johnson gewonnen hatte.
Im Rahmen der Resignation Honours beim Rücktritt des ehemaligen Premierministers Boris Johnson wurde Priti Patel zur Dame Commander of the British Empire geschlagen und führt seither den Titel Dame.

## Politische Positionen
Priti Patel gilt als Anhängerin des Thatcherismus und wird dem rechten Flügel der Konservativen Partei zugeordnet. Sie war Befürworterin der Wiedereinführung der Todesstrafe zur Abschreckung, bis sie 2016 erklärte, diese Position nicht mehr zu vertreten.
Im Jahr 2013 stimmte Patel gegen die Einführung der gleichgeschlechtlichen Ehe.
Kritiker warfen ihr vor, Lobbyismus für die Tabak- und Alkoholindustrie betrieben zu haben. So lehnte sie die Einführung einer Einheitsverpackung für Tabakwaren ab.
Im Februar 2021 sorgte Patels Kritik an der Niederkniezeremonie von Black Lives Matter für eine kontroverse Mediendebatte.
Im März 2021 verteidigte sie das umstrittene Polizeigesetz, das Demonstranten mit Strafe bedroht, falls sie ein „schweres Missbehagen“ auslösen.
Im Juli 2021 beschloss das Unterhaus auf ihren Vorschlag eine drastische Verschärfung des Ausländerrechts, der u. a. lebenslange Freiheitsstrafen für Schleuser vorsieht.